# En Bryllupsaften
En Bryllupsaften er en dansk stum komediefilm fra 1911 produceret af Nordisk Films Kompagni instrueret af Einar Zangenberg efter manuskript af Peter Nansen efter dennes skuespil Et Lystspil i en Akt fra 1889.
Filmen havde dansk premiere den 6. november 1911 i Kinografen.

## Handling
En pligtopfyldende tjenestepige er ikke altid en velsignelse! Det finder et nygift ægtepar ud af, da de kommer trætte hjem og gerne vil være i fred. Deres gamle pige Ane har nemlig fået besked fra brudens mor på at give hende en kop te, før hun går til ro. Brudeparret protesterer, brokker sig og græder, men Ane helmer ikke, før ordren er udført!.

## Medvirkende
- Olivia Norrie - Bruden, Clara
- Robert Dinesen - Brudgom, Johan
- Mathilde Nielsen - Tjenestepige, Marie